# Ambylgnathus delumbis
Ambylgnathus delumbis är en skalbaggsart som beskrevs av Thomas Casey. Ambylgnathus delumbis ingår i släktet Ambylgnathus och familjen jordlöpare. Inga underarter finns listade i Catalogue of Life.